# Canton de Quingey
Pour les articles homonymes, voir Quingey (homonymie).
Le canton de Quingey est une ancienne division administrative française, située dans le département du Doubs et la région Franche-Comté.

## Représentation

### Conseillers généraux de 1833 à 2015
| Période | Période      | Identité                                    | Étiquette             | Qualité                                                                                   |
| ------- | ------------ | ------------------------------------------- | --------------------- | ----------------------------------------------------------------------------------------- |
| 1833    | 1839         | Jean-Baptiste-Antoine Renaud                |                       | Avocat - Propriétaire à Quingey                                                           |
| 1839    | 1848         | Constance-Adolphe Béchet                    |                       | Conseiller à la Cour d'appel de Besançon                                                  |
| 1848    | 1852         | Jean-Louis-Victor-Médard Mareschal de Vezet |                       | Propriétaire à Châtillon-sur-Lison                                                        |
| 1852    | 1852 (décès) | Constance-Adolphe Béchet                    |                       | Conseiller à la Cour d'appel                                                              |
| 1853    | 1867         | Louis-Jean-Baptiste-Eugène Béchet           |                       | Président du Tribunal de Baume-les-Dames puis de Montbéliard                              |
| 1867    | 1871         | Charles-Auguste Nicolas                     |                       | Ancien sous-préfet et juge de paix                                                        |
| 1871    | 1883         | Tuska O'Ktaï (Casimir) Gannard              | Républicain           | Banquier et rentier - Maire de Quingey                                                    |
| 1883    | 1889         | Auguste Nicolas                             | Républicain           | Propriétaire à Quingey                                                                    |
| 1889    | 1932 (décès) | Paul Pâris                                  | Républicain puis Rad. | Notaire à Quingey                                                                         |
| 1932    | 1940         | Léon Dumont                                 | Droite-PSF            | Médecin à Quingey, conseiller d'arrondissement                                            |
|         |              |                                             |                       |                                                                                           |
| 1943    | 1945         | Eugène Nicot                                | Droite                | Conseiller d'arrondissement, maire d'Arc-et-Senans Nommé conseiller départemental en 1943 |
|         |              |                                             |                       |                                                                                           |
| 1945    | 1961         | Joseph Decreuse                             | PRL puis CNIP         | Cultivateur Maire de Montrond-le-Château                                                  |
| 1961    | 1973         | Pierre Maire du Poset                       | UNR puis UDR          | Eleveur Maire de Rennes-sur-Loue                                                          |
| 1973    | 1992         | Jean Vercellotti                            | RI puis app.RPR       | Masseur-kinésithérapeute Maire de Quingey (1971-1989)                                     |
| 1992    | 2015         | Jacques Breuil                              | PS                    | Maire de Quingey (1989-2017) Vice-Président du Conseil Général                            |

### Conseillers d'arrondissement (de 1833 à 1940)
Le canton de Quingey avait deux conseillers d'arrondissement de 1848 à 1852.
| Période                                  | Période | Identité              | Étiquette                    | Qualité |
| ---------------------------------------- | ------- | --------------------- | ---------------------------- | --- |
| 1833                                     | 18..    | M. Bonvalot           |                              | Propriétaire à Quingey                                                                                      |
| 1848                                     | 1852    | Jean Claude Berchu    |                              | Docteur en médecine à Quingey                                                                               |
|                                          |         |                       |                              | |
| 1889                                     | 1895    | M. Maréchal           |                              | |
| 1895                                     | 1922    | Jean-Baptiste Legrand |                              | Propriétaire, maire de Liesle                                                                               |
| 1922                                     | 1928    | M. Lanoix             | Union nationale républicaine | Adjoint au maire de Quingey                                                                                 |
| 1928                                     | 1932    | Léon Dumont           | Droite                       | Médecin à Quingey                                                                                           |
| 13 décembre 1932                         | 1940    | Eugène Nicot          | Droite                       | Maire d'Arc-et-Senans                                                                                       |
| 1940                                     |         |                       |                              | Les conseils d'arrondissement ont été suspendus par la loi du 12 octobre 1940 et n'ont jamais été réactivés |
| Les données manquantes sont à compléter. |         |                       |                              | |

## Composition
Le canton de Quingey était composé des trente-cinq communes suivantes :
| Nom                 | Code Insee | Intercommunalité        | Superficie (km2) | Population (dernière pop. légale) | Densité (hab./km2) |
| ------------------- | ---------- | ----------------------- | ---------------- | --------------------------------- | ------------------ |
| Quingey (chef-lieu) | 25475      | CC Loue-Lison           | 8,55             | 1 388 (2014)                      | 162                |
| Arc-et-Senans       | 25021      | CC Loue-Lison           | 14,98            | 1 580 (2014)                      | 105                |
| Bartherans          | 25044      | CC Loue-Lison           | 5,81             | 51 (2014)                         | 8,8                |
| Brères              | 25090      | CC Loue-Lison           | 2,15             | 56 (2014)                         | 26                 |
| Buffard             | 25098      | CC Loue-Lison           | 8,10             | 149 (2014)                        | 18                 |
| By                  | 25104      | CC Loue-Lison           | 7,34             | 66 (2014)                         | 9                  |
| Cademène            | 25106      | CC Loue-Lison           | 3,39             | 80 (2014)                         | 24                 |
| Cessey              | 25109      | CC Loue-Lison           | 7,53             | 341 (2014)                        | 45                 |
| Charnay             | 25126      | CC Loue-Lison           | 5,66             | 480 (2014)                        | 85                 |
| Châtillon-sur-Lison | 25134      | CC Loue-Lison           | 2,89             | 10 (2014)                         | 3,5                |
| Chay                | 25143      | CC Loue-Lison           | 6,54             | 203 (2014)                        | 31                 |
| Chenecey-Buillon    | 25149      | CC Loue-Lison           | 16,58            | 532 (2014)                        | 32                 |
| Chouzelot           | 25154      | CC Loue-Lison           | 6,41             | 271 (2014)                        | 42                 |
| Courcelles          | 25171      | CC Loue-Lison           | 3,61             | 100 (2014)                        | 28                 |
| Cussey-sur-Lison    | 25185      | CC Loue-Lison           | 8,55             | 63 (2014)                         | 7,4                |
| Échay               | 25209      | CC Loue-Lison           | 5,49             | 129 (2014)                        | 23                 |
| Épeugney            | 25220      | CC Loue-Lison           | 13,95            | 595 (2014)                        | 43                 |
| Fourg               | 25253      | CC Loue-Lison           | 12,10            | 334 (2014)                        | 28                 |
| Goux-sous-Landet    | 25283      | CC Loue-Lison           | 5,42             | 79 (2014)                         | 15                 |
| Lavans-Quingey      | 25330      | CC Loue-Lison           | 5,90             | 207 (2014)                        | 35                 |
| Liesle              | 25336      | CC Loue-Lison           | 16,54            | 519 (2014)                        | 31                 |
| Lombard             | 25340      | CC Loue-Lison           | 5,92             | 206 (2014)                        | 35                 |
| Mesmay              | 25379      | CC Loue-Lison           | 3,11             | 71 (2014)                         | 23                 |
| Montfort            | 25399      | CC du Canton de Quingey | 2,80             | 95 (2014)                         | 34                 |
| Montrond-le-Château | 25406      | CC Loue-Lison           | 10,90            | 570 (2014)                        | 52                 |
| Myon                | 25416      | CC Loue-Lison           | 16,06            | 196 (2014)                        | 12                 |
| Palantine           | 25443      | CC Loue-Lison           | 4,31             | 61 (2014)                         | 14                 |
| Paroy               | 25445      | CC Loue-Lison           | 4,37             | 123 (2014)                        | 28                 |
| Pessans             | 25450      | CC Loue-Lison           | 4,35             | 88 (2014)                         | 20                 |
| Pointvillers        | 25460      | CC du Canton de Quingey | 3,81             | 144 (2014)                        | 38                 |
| Rennes-sur-Loue     | 25488      | CC Loue-Lison           | 5,50             | 91 (2014)                         | 17                 |
| Ronchaux            | 25500      | CC Loue-Lison           | 5,24             | 91 (2014)                         | 17                 |
| Rouhe               | 25507      | CC Loue-Lison           | 4,19             | 87 (2014)                         | 21                 |
| Rurey               | 25511      | CC Loue-Lison           | 14,77            | 331 (2014)                        | 22                 |
| Samson              | 25528      | CC Loue-Lison           | 1,95             | 88 (2014)                         | 45                 |

## Démographie
| 1962  | 1968  | 1975  | 1982  | 1990  | 1999  | 2006  | 2011  | 2012  |
| ----- | ----- | ----- | ----- | ----- | ----- | ----- | ----- | ----- |
| 6 426 | 6 086 | 6 055 | 6 693 | 7 249 | 7 885 | 8 676 | 9 225 | 9 325 |